# Diecéze Nocera Inferiore-Sarno
Diecéze Nocera Inferiore-Sarno (latinsky Dioecesis Nucerina Paganorum-Sarnensis) je římskokatolická diecéze v Itálii, která je součástí salernské církevní provincie, tvořící součást církevní oblasti Kampánie. Katedrálou je sv. Priska v Nocera Inferiore, konkatedrála v Sarnu je zasvěcena sv. Michaelu Archandělovi. 

## Stručná historie
Legenda říká, že jižní Kampánie byla evangelizována svatým Priskem, který do Itálie připlul jako jeden ze 72 učedníků Páně spolu se sv. Petrem a který se stal prvním biskupem v Noceře. Žil však žřejmě až ve 3. století; první zmínka o diecéze je až z roku 405. 
Diecéze Sarno vznikla v roce 1066, v roce 1818 byla spojena s diecézí Cava de' Tirreni. Toto sjednocení bylo zrušeno v roce 1972, kdy byly diecéze Sarno spojena s diecézí nocerskou in persona episcopi. Diecéze byly plně sjednoceny v roce 1986.